# Heizer

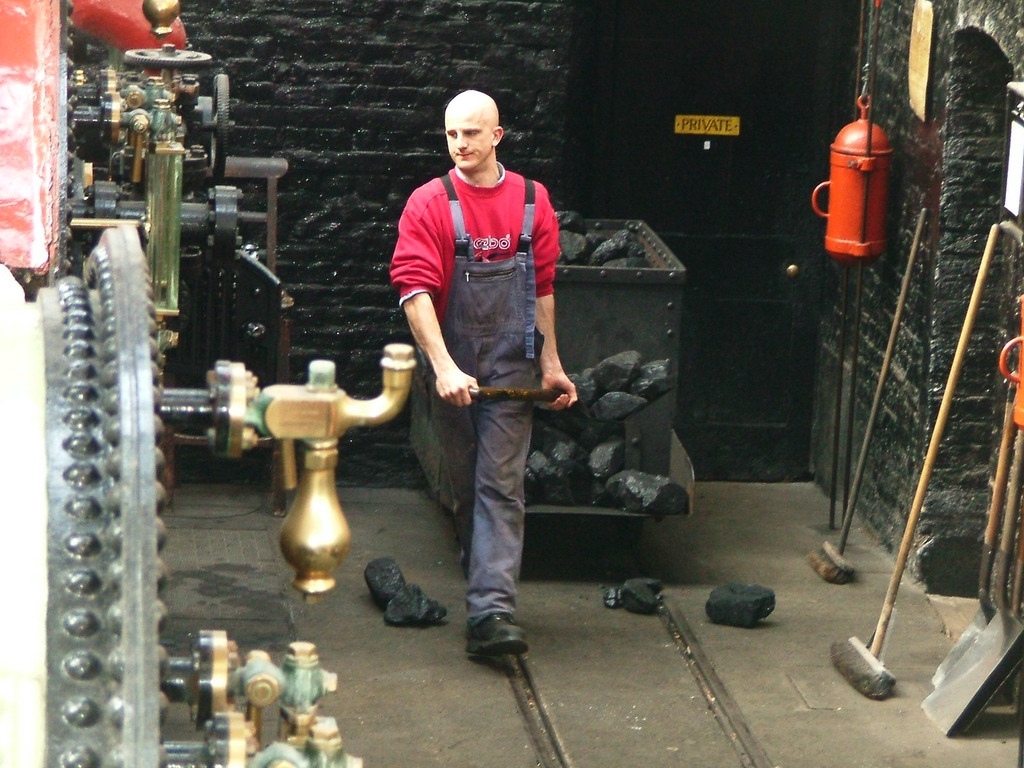
Heizer bei der Arbeit

Der Heizer ist Teil des Betriebspersonals einer manuell geführten Feuerung. Er ist für das Anfachen und Schüren des Feuers und die Brennstoffbeschickung zuständig, übernimmt bei Feuerungen, die zur Beheizung eines Dampfkessels dienen, normalerweise auch die Aufgaben des Kesselwärters.

## Verwendung
Früher waren Heizer insbesondere auf Dampflokomotiven oder Dampfschiffen (Schiffsheizer) zu finden, aber auch bei anderen, stationären Verbrennungsanlagen. Da in modernen Verbrennungsanlagen Feuerführung und Brennstoffzufuhr weitgehend automatisiert sind, ist das klassische Berufsbild des Heizers heute nahezu ausgestorben. Dennoch wird das Betriebspersonal von Feuerungen noch manchmal etwas scherzhaft als Heizer bezeichnet.

### Auf Dampflokomotiven

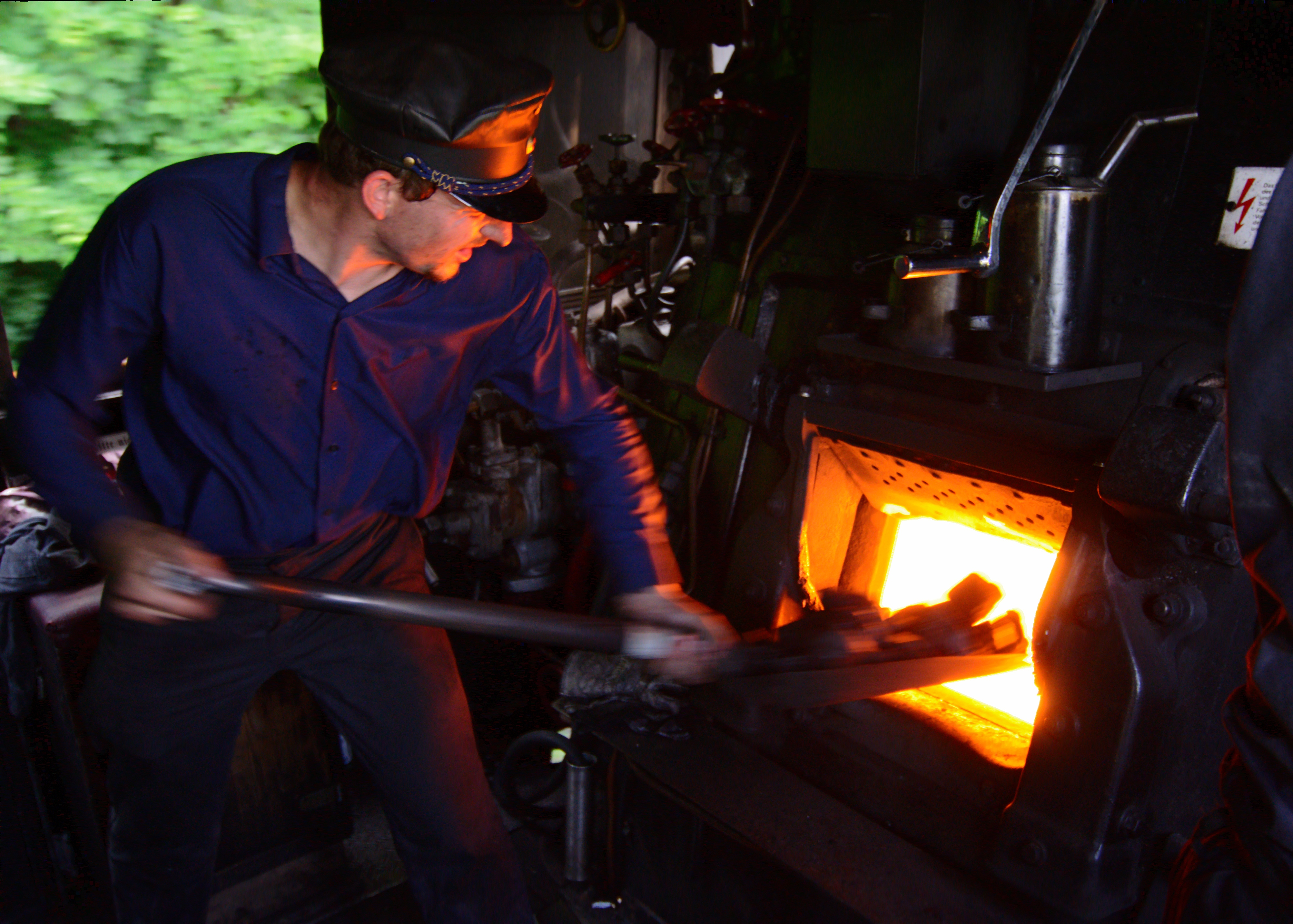
Heizer auf einer Dampflok der Baureihe 52

Der Heizer, auch Lokomotivheizer (Abkürzung: Lh), verrichtet körperliche Schwerarbeit bereits Stunden vor Fahrtbeginn in der Anheizzeit, indem er Kohle aus dem Schlepptender (oder bei der Tenderlok aus dem Kohlevorratsbehälter) auf den Rost schaufelt. Bei der DR-Baureihe 50 rechnete man 1 t auf 50 km. In einer Schicht konnten das für den Heizer 13 Tonnen werden. Da der Tender nur 8 t Kohle (und 28 m3 Wasser) aufnahm, musste zwischenzeitlich neue Kohle genommen werden. Auf Lokomotiven mit 
Ölfeuerung, Stoker oder Kohlenstaubfeuerung entfällt diese schwere Arbeit. Dann muss der Heizer nur die Brennstoffmenge regeln und bei stückigen Festbrennstoffen die Glut auf dem Rost gegebenenfalls schüren. So ungeliebt wie allgegenwärtig war bei der Deutschen Reichsbahn (1945–1993) der „Kosakenkies“, minderwertige Kohle aus dem Donezbecken. Nur bei Militärtransporten war bessere Stückkohle aus dem Oberschlesischen Industriegebiet verfügbar.
Neben der auf den Energiebedarf der zu versorgenden Verbraucher abzustimmenden Feuerführung ist der Heizer als Kesselwärter auch für den Wasserstand im Dampflokomotivkessel sowie für die Bedienung der zahlreichen Hilfseinrichtungen verantwortlich. Wichtigste Anzeigeinstrumente für die Arbeit des Heizers sind dabei das Manometer des Kesseldrucks und das Schauglas zum Wasserstand. 
Der Heizer einer Dampflokomotive ist dem Lokführer unterstellt und hat auf dessen Anweisung weitere Aufgaben, die über die Beschickung der Feuerbüchse und Kesselwasserüberwachung hinausgehen, auszuführen. 
Während der Fahrt sowie beim Halt an Bahnsteigen hat der Heizer regelmäßig die Aufgabe, die Strecke und den Zug von der Heizerseite aus zu beobachten, sowie auch die beobachteten Stellungen beispielsweise der Streckensignale ungefragt dem Lokführer zu melden (Stand bei der Deutschen Bahn).

### Heutige Situation
Mit dem Wegfall der Dampflokomotive aus dem Eisenbahnverkehr wurden in den Jahren 1960–1970 die Heizer überflüssig. Die Heizer wurden in Deutschland aber nicht entlassen, sondern als Triebfahrzeugbegleiter (Beimann) auf schnell fahrenden Zügen zur Unterstützung der Lokomotivführer eingesetzt. Erst im Jahr 1996 wurde dann – im Einvernehmen mit den Bahngewerkschaften – auch der Beimann abgeschafft. 
In Großbritannien setzten Gewerkschaften in den 1950er Jahren durch, dass Heizer auch auf Elektrolokomotiven mitfuhren. Diese Regelung wurde von der britischen Premierministerin Margaret Thatcher während ihrer Regierungszeit (1979–1990) abgeschafft, nachdem sie die Macht der Gewerkschaften deutlich beschnitten hatte.

## Trivia
Das französische Wort für „Heizer“ («chauffeur») hat den technologischen Wandel überlebt. Ein Chauffeur ist heute, auch im französischsprachigen Raum, ein Berufskraftfahrer.